# Maria Maricich
Maria Maricich (Sun Valley, 30 marzo 1961) è un'ex sciatrice alpina statunitense.

## Biografia
Specialista delle gare veloci, in Coppa del Mondo Maria Maricich ottenne il primo risultato di rilievo il 14 dicembre 1979 a Limone Piemonte, giungendo 15ª in combinata, e il 21 gennaio 1983 conquistò il suo unico podio nella discesa libera di Megève, piazzandosi 2ª alla spalle della svizzera Maria Walliser per 19 centesimi di secondo; nelle stesse località e specialità il 28 gennaio dell'anno seguente ottenne l'ultimo piazzamento in Coppa del Mondo (9ª). Ai XIV Giochi olimpici invernali di Sarajevo 1984, sua unica presenza olimpica, si classificò 19ª nella discesa libera, suo ultimo risultato agonistico; non ottenne piazzamenti ai Campionati mondiali.

## Palmarès

### Coppa del Mondo
- Miglior piazzamento in classifica generale: 48ª nel 1983
- 1 podio (in discesa libera):
  - 1 secondo posto